# Kochise
Kochise est un groupe de punk rock français, originaire d'Agen, en Lot-et-Garonne. Les textes résolument politiques et féminisés, et le groupe est accompagné en concert d'un projectionniste de diapositives.

## Biographie
Le groupe est originellement formé en 1988, à Agen, en Lot-et-Garonne, sous le nom de Cosette et les bucherons voyeurs, et influencé par la scène fun-punk comme les Ludwig von 88. L'intérêt pour la politique et notamment la rencontre avec Roger Petit une figure de la lutte sociale et de l'anarchisme à Agen, ajoutés à la découverte de groupes plus politiques comme les Bérurier Noir poussent les membres du groupe à changer de style et de textes.
Kochise (dont le surnom s'inspire du chef apache Cochise) commence à parcourir la France et l'Europe à une époque où le dit mouvement alternatif s'essouffle (les Bérus, les Brigades, Haine Brigade, etc. arrêtent de jouer). Parallèlement, Kochise rencontre Tapage, créateur de Peutit keupon, le personnage récurrent du fanzine de référence On a Faim (où il collabore avec Gil, dessinateur au Monde Libertaire), et militant de longue date de la mouvance anarcho-punk parisienne (on lui doit la pochette du split 45T Bérus/Haine Brigade avec le titre Makhnovtchina hymne à Makhno le révolutionnaire anarchiste ukrainien qui contribua à la victoire de la révolution russe puis fut pourchassé par le pouvoir bolchevique). Au contact de Tapage, le groupe entre dans la famille anarcho-punk fondée par Crass et Conflict.
En 1993, Kochise monte le Tee-Pee à Paris. En 1994, le groupe part en tournée en France avec Conflict qui invite Kochise au concert Anarchy in the UK. Les apaches chantent Do They Owe us a Living de Crass et vivent 3 jours à Dial House où ils rencontrent Penny Rimbaud le batteur poète, Gee Vaucher la graphiste (qui dessinera - entre autres - les fameux posters insérés dans les albums de Crass) et Eve Libertine une des chanteuses.
En 1995, le groupe tourne avec Schwarzennegar, le nouveau groupe de Steve Ignorant le chanteur de Crass. Cette année-là, le saxophoniste, le guitariste et le chanteur quittent le groupe et retournent dans le sud, où ils forment le groupe Mascarade (deux albums intitulés Raah et Eh Bé distribués par On a Faim, et 200 concerts). La bassiste et chanteuse continue Kochise avec une nouvelle formation. Ils sortent trois albums et durcissent le message. Les concerts s’enchaînent.
En 2004, ils décident d'arrêter et finissent après une dernière tournée à partir de mai 2005. Le dernier concert en date avec Inner Terrestrials s'effectue à Paris à la Pêche le 4 avril 2009.